# Talagante
Talagante ist eine Stadt in der Mitte Chiles. Sie liegt in der Región Metropolitana de Santiago und hat 56.990 Einwohner (Stand: 2017).

## Geografie
Die Stadt liegt etwa 30 km südlich von Santiago de Chile. Sie ist die Hauptstadt der gleichnamigen Provinz Talagante.

## Geschichte
Die Gegend um Talagante wurde bereits sehr früh von der Diaguitas-Kultur besiedelt. Ihnen folgten später die Inka, die das Gebiet zwischen Río Maipo und Río Mapocho kontrollierten. Der bedeutende Inkastatthalter Tala Canta unterstand unmittelbar dem Inka von Cuzco. Der aus Deutschland stammende Konquistador Bartolomé Flores, dem die Encomienda von Ländereien südlich von Santiago de Chile im Einflussbereich des Tala Canta zugeteilt worden war, nahm wohl um 1547 dessen Tochter, die Kazikin „Elvira“, zur Frau und brachte das Gebiet auf diese Weise an seine Familie. Die Familie Flores gehörte zu den reichsten Gründerfamilien der Kolonie und bemühte sich um die Ansiedlung von Franziskanern. Flores starb 1585 in Talagante, zu dieser Zeit gab es einen Konvent der Franziskaner in San Francisco de El Monte südlich der heutigen Stadt.

## Sehenswürdigkeiten
Das Valle del Maipo ist eines der größten Wein-Anbaugebiete in Chile. Es gibt zahlreiche Möglichkeiten, die vielen privaten Weingüter zu besichtigen. In der Nähe der Stadt liegt Pomaire, ein Töpferdorf. Die Kirche San Francisco de El Monte ist ein weiterer Touristenanziehungspunkt.

## Wirtschaft
Talagante ist maßgeblich von der Landwirtschaft geprägt. Neben dem Weinanbau werden auch diverse Früchte angebaut, wie Pfirsiche, Mandeln und Orangen. Im Süden Talagantes sind mehrere große Schweinezucht-Farmen zu finden. Daneben spielt der Tourismus eine wichtige Rolle.

## Folklorefestival
Alljährlich findet in Talagante das berühmteste Folklorefestival Lateinamerikas statt.

## Persönlichkeiten
- Hardy Alberto Neumann Soto (* 1963), Philosoph und Hochschullehrer
- Rodrigo Pinto (* 1973), Fußballspieler
- José Rojas (* 1983), Fußballspieler
- Francisco Castro (* 1990), Fußballspieler
- Axl Ríos (* 1999), Fußballspieler